# Enllaç C-Y
La química de l'organoitri és l'estudi dels compostos que contenen enllaços carboni-itri (enllaç C-Y). Són estudiats en recerques acadèmiques, però no han rebut cap altre ús generalitzat. Aquests compostos utilitzen clorur d'itri (III) (YCl₃) com a material de partida, que al seu torn s'obté en una reacció d'òxid d'itri (III) (Y₂O₃) amb àcid clorhídric (HCl) concentrat i clorur d'amoni (NH₄Cl).